# Listă de nume românești de origine maghiară
Acest articol enumeră o serie de nume românești originare din limba maghiară, forma lor originală, precum și traducerea în limba română (cel mai adesea o ocupație, o însușire personală sau un nume propriu din onomastica creștină).
| Nume                                              | Forma originală                  | Traducere |
| ------------------------------------------------- | -------------------------------- | --- |
| Aciu                                              | Ács                              | Dulgher |
| Astaloș                                           | Asztalos                         | Tâmplar |
| Almaș                                             | Almás; Almássy                   | Meraru (cel care cultivă sau vinde mere)                                                                       |
| Antal                                             | Antal                            | Anton (nume propriu)                                                                                           |
| Avași                                             | Avasi                            | Oșean (originar din Țara Oașului)                                                                              |
| Balaș, Balași                                     | Balázs                           | Blasiu (nume propriu)                                                                                          |
| Balint                                            | Bálint                           | Valentin (nume propriu)                                                                                        |
| Balog                                             | Balog                            | Stângaciu |
| Barna                                             | Barna                            | Barnaba (nume propriu); „barna” înseamnă și brun                                                               |
| Bența, Bențe, Bențeș                              | Bencés                           | Benedictin (călugăr benedictin)                                                                                |
| Bercheș                                           | Berkes                           | poreclă diminutivă a numelui Bernát (Bernard) sau Bertalan (Bartolomeu)                                        |
| Bereghi                                           | Beregi                           | din Comitatul Bereg                                                                                            |
| Beșenei                                           | Bessenyei                        | Peceneg |
| Bica                                              | Bika                             | Taur |
| Bicfalvi                                          | Bikfalvi                         | Originar din Bikfalva (Bicfalău)                                                                               |
| Bihari                                            | Bihari                           | Originar din Bihor, Bihorean, Bihoreanu                                                                        |
| Biro, Birău                                       | Bíró                             | Jude, judecător                                                                                                |
| Boboș                                             | Babos                            | cultivator sau vânzător de fasole                                                                              |
| Bogar                                             | Bogár                            | „gândac” (folosit și ca poreclă pentru cineva cu părul sau ochii negri).                                       |
| Bognar                                            | Bognár                           | Rotaru |
| Bolca, Bolha; Bolcaș                              | Bolha                            | Purice |
| Borbil                                            | Borbély                          | bărbier |
| Bordaș                                            | Bordas                           | de la cuvântul takácsborda, o parte a războiului de țesut, deci un nume ocupațional menotimic pentru „țesător” |
| Boroș                                             | Boros                            | Vieru (cultivatorul viței de vie; bor „vin”)                                                                   |
| Buzaș, Buzași                                     | Búzás                            | probabil de la numele „Buza” din limba cehă, diminutiv al numelui „Budislav”                                   |
| Cardoș, Cardaș, Cordoș                            | Kardos                           | Cuțitaru (cel care fabrică săbii și cuțite; kard „sabie, spadă”)                                               |
| Cengher                                           | Csenger                          | nume propriu                                                                                                   |
| Checicheș, Checichez                              | Kecskés                          | „căprar”, crescător de capre                                                                                   |
| Chedveș                                           | Kedves                           | „drag”; „bine dispus”                                                                                          |
| Chelemen                                          | Kelemen                          | Clement (nume propriu)                                                                                         |
| Cherecheș                                         | Kerekes                          | Rotaru |
| Chereji, Cheregi                                  | Körösi                           | Crișan (originar din ținutul Crișurilor)                                                                       |
| Cheresteșiu                                       | Keresztes                        | cruciat |
| Cherteș, Chirteș                                  | Kertész                          | Grădinaru |
| Cheșu                                             | Kes                              | „cuțit” |
| Chindriș, Chindruș, Chendereș, Chendereși         | Kenderes                         | de la kender (sârmă, cânepă)                                                                                   |
| Chivari, Chiorean (Chioreanu), Teorean (Teoreanu) | Kővári                           | Chioariu (om originar din țara Chioarului)                                                                     |
| Cichindeal, Cichindel, Cichindeleanu              | Tsikendál                        | pronunțat „Țichindeal” (județul Sibiu)                                                                         |
| Ciomoș                                            | Csomós                           | Noduros, Butucos, Ciung                                                                                        |
| Cioloș                                            | Csalos                           | Inselator, Ademenitor, Hot                                                                                     |
| Cionca                                            | Csonka                           | „rănit” |
| Ciont                                             | Csont                            | „os” |
| Ciorbea                                           | Csorba                           | Știrbu, Știrbei                                                                                                |
| Chiș, Chișu, Chișiu                               | Kiss                             | Micu |
| Cormoș (Cormoși)                                  | Kormos                           | „prăfuit, murdar”                                                                                              |
| Copos (Coposu)                                    | Kopasz                           | Chelu, Pleșu, Pleșea                                                                                           |
| Cociș                                             | Kocsis                           | Căruțaș/Vizitiu                                                                                                |
| Covaci (Covaciu)                                  | Kovács                           | Fieraru, Faur                                                                                                  |
| Cozac                                             | Kozák                            | Cazacu |
| Curuț (Curuțiu)                                   | Kurucz                           | curuț, luptător împotriva Austriei (1711)                                                                      |
| Deac                                              | Deák                             | Scrib |
| Dejeu                                             | Dezső                            | Dezideriu (nume propriu)                                                                                       |
| Deneș                                             | Dénes                            | Dionisie/Denis (nume propriu)                                                                                  |
| Derecichei                                        | Derecskei; Derecskey             | din localitatea Derecske                                                                                       |
| Doboș                                             | Dobos                            | toboșar |
| Fazecaș                                           | Fazekas                          | Olaru |
| Fărcaș                                            | Farkas                           | Lupu |
| Fechete                                           | Fekete                           | Negru |
| Feciche                                           | Fecske                           | Rândunică |
| Feher, Feier                                      | Fehér, Fejér                     | Albu |
| Fodor                                             | Fodor                            | Crețu |
| Forgaci, Forgaciu                                 | Forgacs                          | „așchie” |
| Gabor                                             | Gábor                            | Gabriel (nume propriu)                                                                                         |
| Gabriș, Gavriș                                    | Gábris                           | Diminutiv al numelui Gábor, Gabriel (nume propriu)                                                             |
| Goia (Goian)                                      | Gólya                            | Barză |
| Gomboș (Gomboșu)                                  | Gombos                           | Vânzator de nasturi                                                                                            |
| Haidu                                             | Hajdu                            | Haiduc |
| Halas                                             | Halász                           | Pescaru |
| Hotnog, Hatnaghi                                  | Hadnagy                          | Locotenent |
| Hărăguș                                           | Harangos                         | Clopotaru |
| Hârdău                                            | Hórdó                            | Butoi |
| Hegheduș                                          | Hegedűs                          | Lăutaru (hegedű „vioară, ceteră”)                                                                              |
| Horgoș                                            | Horgos                           | Strâmbu |
| Horvat                                            | Horváth                          | Croat |
| Hossu, Hosu                                       | Hosszú                           | Lungu |
| Ianoș                                             | János                            | Ioan (nume propriu)                                                                                            |
| Iojă, Ioje, Iojică, Iojan                         | Józsa, Józsi, Józsika            | Iosif |
| Iuhas                                             | Juhász                           | Ciobanu (literal Oieru)                                                                                        |
| Jivan                                             | Zsivan                           | Haiduc, tâlhar                                                                                                 |
| Jiroș, Ziroș                                      | Zsíros                           | „untură, grăsime”                                                                                              |
| Joldoș                                            | Zsoldos                          | „mercenar” |
| Lăcătuș                                           | Lakatos                          | „lăcătuș” (substantivul în sine vine de la cuvântul maghiar lakatos)                                           |
| Laios                                             | Lajos                            | Nume de origine maghiară, adaptat la începutul anilor 1800                                                     |
| Lobonț                                            | Labancz (Labanc)                 | Luptător de partea Austriei, adversarul curuților (1711)                                                       |
| Lucaciu                                           | Lukács                           | Luca |
| Mădăraș                                           | Madaras                          | Păsăraru |
| Mengheș (Mengheși)                                | Menges                           | |
| Mesaroș, Mezaroș, Misaroș                         | Mészáros                         | Măcelaru (mai ales: „parlagiu”)                                                                                |
| Micloș (Micloși), Miclăuș, Miclea, Miclovan       | Miklós                           | Nicolae |
| Mihali                                            | Mihály                           | Mihai (nume propriu)                                                                                           |
| Moghioroș                                         | Mogyoros                         | Alunaru (cel care culege sau vinde alune)                                                                      |
| Mogoș                                             | Magas                            | Înalt |
| Molnar                                            | Molnár                           | Moraru |
| Naghi (Naghiu), Noaghiu                           | Nagy                             | Mare |
| Nemeș                                             | Nemes                            | Nobil de rang inferior sau mediu                                                                               |
| Nemet (Nemeti), Nemeth                            | Németh (Német)                   | Neamțu |
| Olah                                              | Oláh                             | Vlah, român |
| Orban                                             | Orbán                            | Urban (nume propriu, ex. )                                                                                     |
| Oros, Oroș                                        | Orosz                            | Rusu (și rutean = ucrainean)                                                                                   |
| Patachi                                           | Pataky, Pataki                   | cineva ce locuiește lângă un pârâu (patak)                                                                     |
| Pop, Pap                                          | Papp                             | Popa |
| Pușcaș (Pușcașu, Pușcașiu, Pușcășoiu)             | Puskás                           | Țintaș |
| Pustai                                            | Pusztai                          | Originar din Puszta                                                                                            |
| Raț (Rațiu)                                       | Rácz, Rátz                       | Sârb |
| Răcorean, Recorean, Roca                          | Róka                             | Vulpe, Răzlețu                                                                                                 |
| Remeș                                             | Rémes                            | Grozavu (rém „spaimă, teroare”)                                                                                |
| Săbăduș                                           | Szabados                         | Cel liber, cel slobod (cu referire la țăranii liberi)                                                          |
| Sabo (Sabou), Sabău                               | Szabó                            | Croitoru |
| Sechel                                            | Székely                          | Secuiu |
| Sigartău, Sighiartău                              | Szijjártó                        | Șelaru |
| Silaghi                                           | Szilágyi                         | Sălăgean, Sălăgeanu, Sălăjean, Sălăjeanu                                                                       |
| Socaci (Socaciu)                                  | Szakács (Szakacs)                | Bucătaru |
| Sas                                               | Szász                            | Sașu |
| Satmari                                           | Szathmáry                        | Originar din Satu Mare, Sătmărean, Sătmăreanu                                                                  |
| Suciu, Sociu, Seciu                               | Szűcs, Szőcs                     | Blănaru/Tăbăcaru/Cojocaru                                                                                      |
| Silaș, Silași                                     | Silas                            | Păduraru |
| Silivaș                                           | Szilvás, Szilváss, Szilvássy     | Prunaru (cel care cultivă sau vinde prune)                                                                     |
| Șandor, Șandru, Șendrea                           | Sándor                           | Alexandru (nume propriu)                                                                                       |
| Șargu                                             | Sárga                            | Galben |
| Șimon                                             | Simon                            | Simon (nume propriu)                                                                                           |
| Șipoș (Șipoși), Sipoș (Sipoși)                    | Sipos                            | „muzician” |
| Șovagău, Șuvagău, Șuvăgău                         | Sóvágó                           | tăietor de sare (miner într-o ocnă de sare)                                                                    |
| Șuteu                                             | Sütő                             | Brutaru (süt „coace, prăji”)                                                                                   |
| Tacaci                                            | Takács                           | Țesător |
| Tancău                                            | Tankó                            | „simplu, prost”                                                                                                |
| Taloș                                             | Tálos                            | Olaru |
| Tamaș (Tamași), Tămaș                             | Tamas                            | Toma (nume propriu)                                                                                            |
| Teglaș                                            | Téglás                           | Țiglar/Cărămidar                                                                                               |
| Terheș                                            | Terhes                           | obositor, plictisitor                                                                                          |
| Timar                                             | Tímár                            | Tăbăcaru |
| Tocai                                             | Tokaji                           | originar din Tokaj                                                                                             |
| Toroc                                             | Török                            | Turc |
| Tot (Totu), Tat (Tatu), Tăut, Tăutu               | Tóth (Tót)                       | Slovac |
| Turău                                             | Túró                             | „caș” |
| Uvegheș                                           | Üveges                           | Sticlaru |
| Vaida                                             | Vajda                            | „lider de război” sau „stăpân de război”                                                                       |
| Varga                                             | Varga                            | Cizmaru |
| Vărădean (Vărădeanu) (Varodi)                     | Váradi (Varadi), Várady (Várady) | Originar din Oradea (Nagyvárad) sau dintr-o localitate cetate, fortăreață (vár, várad, várda)                  |
| Vereș                                             | Vöröss, Vörös                    | Roșu |
| Vida                                              | Vida                             | patronimic al numelui Vid (Vitus)                                                                              |
| Vig (Vigu)                                        | Vígh, Víg                        | Veselu |
| Virag                                             | Virág                            | „floare” |
| Zilahi                                            | Zilahi, Zilahy                   | Zălăuan, originar din Zalău                                                                                    |
| Zoltan                                            | Zoltán                           | „duce, prinț” (de la ducele Zoltan)                                                                            |